# Rotten Tomatoes
Rotten Tomatoes je internetový agregátor filmových recenzí, který kromě recenzí zveřejňuje i další informace o filmech. Název, který v překladu do češtiny znamená „shnilá rajčata“ vychází z klišé, podle kterého obecenstvo hází na špatné vystupující shnilá rajčata nebo obecně zeleninu. Server byl založen v roce 1998 Senhem Duongem. Jeho cílem bylo vytvořit „stránku, kde budou mít lidé přístup k recenzím mnoha kritiků z USA“. Od roku 2011 stránky patří společnosti Warner Bros.